# Los Angeles Philharmonic Orchestra

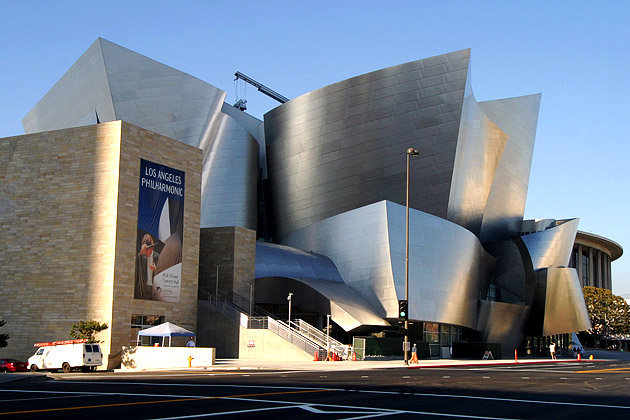
Walt Disney Concert Hall, het gebouw van het Los Angeles Philharmonic Orchestra

Het Los Angeles Philharmonic Orchestra  (vaak afgekort tot LAP of LA Phil) is een symfonieorkest uit Los Angeles, Californië. 
Het orkest werd in 1919 door William Andrews Clark Jr met Walter Henry Rothwell als eerste dirigent opgericht. Het eerste concert vond elf dagen na de eerste generale repetitie in 1919 plaats. 
Van 1964 tot 2003 trad het orkest op in het Dorothy Chandler Paviljoen van het Los Angeles Music Center. In 2003 verhuisde het orkest naar de Walt Disney Concert Hall, een gebouw van architect Frank Gehry. Gedurende het zomerseizoen speelt het orkest in de Hollywood Bowl, een openlucht amfitheater. Sinds 2009 is Gustavo Dudamel de vaste dirigent. 
Sinds de oprichting treedt het orkest ook eenmaal per jaar op in de zusterstad Santa Barbara. 

## Dirigenten
- Gustavo Dudamel (vanaf 2009)
- Esa-Pekka Salonen (1992–2009)
- André Previn (1985–1989)
- Carlo Maria Giulini (1978–1984)
- Zubin Mehta (1962–1978)
- Eduard van Beinum (1956–1959)
- Alfred Wallenstein (1943–1956)
- Otto Klemperer (1933–1939)
- Artur Rodziński (1929–1933)
- Georg Schnéevoigt (1927–1929)
- Henry Walter Rothwell (1919–1927)